# NGC 6355
NGC 6355 (другие обозначения — GCL 63, ESO 519-SC15) — шаровое скопление в созвездии Змееносец.
Этот объект входит в число перечисленных в оригинальной редакции «Нового общего каталога».